# Jack Katz
Jack Katz (* 16. Oktober 1944 in New York City) ist ein US-amerikanischer Soziologe, Kriminologe und emeritierter Professor an der University of California, Los Angeles (UCLA). Mit Seductions of Crime präsentierte er 1988 einen neuen Ansatz der Kriminalitätserklärung, in dem er den Fokus auf das Erleben des Täters richtete.

## Leben
An der Colgate University in New York erreichte Katz 1966 den Bachelor-Abschluss. Drei Jahre später erwarb er den Titel des Juris Doctor (JD) nach Studien an der University of Chicago Law School. Danach wechselte er an die Northwestern University in Illinois, wo er 1976 zum Ph.D. promoviert wurde. Von 1977 bis 1979 war er anschließend als Forschungsassistent an der Yale Law School. 1979 ging er nach Los Angeles an die UCLA, wo er erst Assistant Professor für Soziologie war, dann Associate Professor und schließlich ab 1989 Professor. Inzwischen ist er emeritiert.
Seine Lehrgebiete sind Sozialpsychologie, ethnografische Methoden, Stadtsoziologie und Kriminologie.

## Seductions of Crime
Katz nimmt in Seductions of Crime eine (Neu-)Ordnung von Straftaten anhand der Gefühlszustände vor, die bei der Begehung jeweils ausschlaggebend sind. Statt Delinquenz auf Hintergrundfaktoren wie zum Beispiel niedrigen sozioökonomischen Status zurückzuführen, lenkt er den Fokus auf die positiven Reize von Straftaten bzw. das „Erlebnis“ Kriminalität aus Sicht des Täters, also auf die Emotionen und Sinneseindrücke, die zur Tat führen oder während der Tat entstehen.

## Schriften (Auswahl)
- Deutschsprachige Aufsatzsammlung: Über ausrastende Autofahrer und das Weinen. Untersuchungen zur emotionalen Metamorphose des Selbst. Herausgegeben, übersetzt und eingeleitet von Hubert Knoblauch, Springer VS, Wiesbaden 2015, ISBN 978-3-658-09689-2.
- How emotions work. University of Chicago Press, Chicago 1999, ISBN 0-226-42599-1.
- Seductions of crime. Moral and sensual attractions in doing evil. Basic Books, New York 1988, ISBN 0-465-07616-5.
- Poor people's lawyers in transition. Rutgers University Press, New Brunswick 1982, ISBN 0-813-50943-2.